# Pecineaga
Pecineaga község Constanța megyében, Dobrudzsában, Romániában. A hozzá tartozó település Vânători.

## Fekvése
A település az ország délkeleti részén található, Konstancától harminckilenc kilométerre délre, a legközelebbi várostól, Mangaliától tizenkét kilométerre, északnyugatra.

## Története
Régi török neve Gerencik vagy Gelincik, románul Gherenghic vagy Gheringhic. A települést tatárok alapították. Első írásos említése 1857-ből való. 1923-ban kapta mai nevét, a besenyők török elnevezése után (Peçenekler). A 10. és a 11. században a vidék a besenyők fennhatósága alá tartozott. 1933 és 1940 között felvette az I.G.Duca nevet, Ion Gheorghe Duca, román miniszterelnök után.
Az első román, mokány betelepülők 1882-ben és 1883-ban érkeztek Erdély hegyvidéki területeiről. Az elkövetkező években tovább folytatódott a község elrománosítása, főleg Brăilából és Râmnicu Săratból érkező családokkal.

## Lakossága
A nemzetiségi megoszlás a következő:
| 2002      | 2002 | 2002   |
| --------- | ---- | ------ |
| Románok   | 2967 | 96,86% |
| Tatárok   | 52   | 1,69%  |
| Törökök   | 30   | 0,97%  |
| Romák     | 6    | 0,19%  |
| Magyarok  | 3    | 0,09%  |
| Németek   | 2    | 0,06%  |
| Lipovánok | 1    | 0,03%  |
| Bolgárok  | 1    | 0,03%  |
| Ukránok   | 1    | 0,03%  |
| Összesen  | 3063 | 100,0% |